# Svartsmed
Svartsmed (Chromis punctipinnis) är en fiskart som först beskrevs av Cooper, 1863.  Svartsmed ingår i släktet Chromis och familjen Pomacentridae. IUCN kategoriserar arten globalt som livskraftig. Inga underarter finns listade i Catalogue of Life.